# Eoophyla argyrotoxalis
Eoophyla argyrotoxalis is een vlinder uit de familie van de grasmotten (Crambidae), uit de onderfamilie van de Acentropinae. De wetenschappelijke naam van deze soort is voor het eerst gepubliceerd in 1886 door Arnold Pagenstecher.
De soort komt voor in de Aru-eilanden.